# Spodoptera metriodes
Spodoptera metriodes là một loài bướm đêm trong họ Noctuidae.